# 12e cérémonie des Women Film Critics Circle Awards
La 12e cérémonie des Women Film Critics Circle Awards (WFCC Awards), décernés par le Women Film Critics Circle, a eu lieu en décembre 2015 et a récompensé les films célébrant la cause des femmes réalisés en 2015.

## Palmarès

### Meilleur film à propos des femmes
- Les Suffragettes

### Meilleur film réalisé par une femme
- Les Suffragettes

### Meilleur film familial
- Vice-versa

### Meilleure scénariste
- Phyllis Nagy pour Carol

### Meilleur acteur
- Eddie Redmayne pour Danish Girl

### Meilleure actrice
- Carey Mulligan pour Les Suffragettes

### Meilleure jeune actrice
- Brie Larson pour Room
  - Saoirse Ronan pour Brooklyn

### Meilleure actrice de comédie
- Amy Schumer pour Crazy Amy

### Meilleure actrice de film d'action
- Charlize Theron dans Mad Max: Fury Road

### Meilleur film étranger à propos des femmes
- Une seconde mère  Brésil

### Meilleure image de la femme dans un film
- Les Suffragettes

### Pire image de la femme dans un film
- Jurassic World

### Meilleure image de l'homme dans un film
- Le Pont des espions

### Pire image de l'homme dans un film
- Steve Jobs

### Meilleur film documentaire fait par une femme ou à propos des femmes
- Amy

### Meilleure égalité des sexes
- Mad Max: Fury Road

### Meilleur couple à l'écran
- ex-æaquo : Charlotte Rampling et Tom Courtenay dans 45 ans, et Brie Larson et Jacob Tremblay dans Room

### Meilleure distribution féminine
- Les Suffragettes

### Meilleur personnage féminin animé
- Joy dans Vice-versa, interprété par Amy Poehler

### Meilleure héroïne d'action
- Charlize Theron dans Mad Max: Fury Road

### Meilleur film non sorti au cinéma réalisé par ou à propos des femmes
- Bessie

### Just Kidding Award
Récompenses parodiques

#### Thrown Under the Bus
- Bande de filles - Cette récompense critique l'absence du film durant la saison des récompenses aux États-Unis.

#### Meilleure image des femmes
- Cinquante nuances de Grey

#### Bond Embracing Maturity
- 007 Spectre

#### Meilleure égalité des sexes
- Leonardo DiCaprio - Pour son duo avec l'ourse dans The Revenant

### Mommie Dearest Worst Screen Mom of the Year Award
- Cate Blanchett pour Cendrillon

### Invisible Woman Award
- Alicia Vikander pour Carol

### Courage in Acting Award
- Brie Larson pour Room

### Josephine Baker Award
- What Happened, Miss Simone?

### Adrienne Shelly Award
- He Named Me Malala

### Karen Morley Award
- Les Suffragettes

### Lifetime Achievement Award
- Lily Tomlin

### Acting and Activism Award
- Olivia Wilde - Pour son engagement avec Save the Children, ACLU et Artists for Peace and Justice (en), et pour son soutien pour des causes organiques holistiques nécessaires à l'alimentation de toutes les communautés.

### Courage in Filmmaking Award
- Sarah Gavron pour Les Suffragettes